# Trópusi és szubtrópusi lombhullató erdő

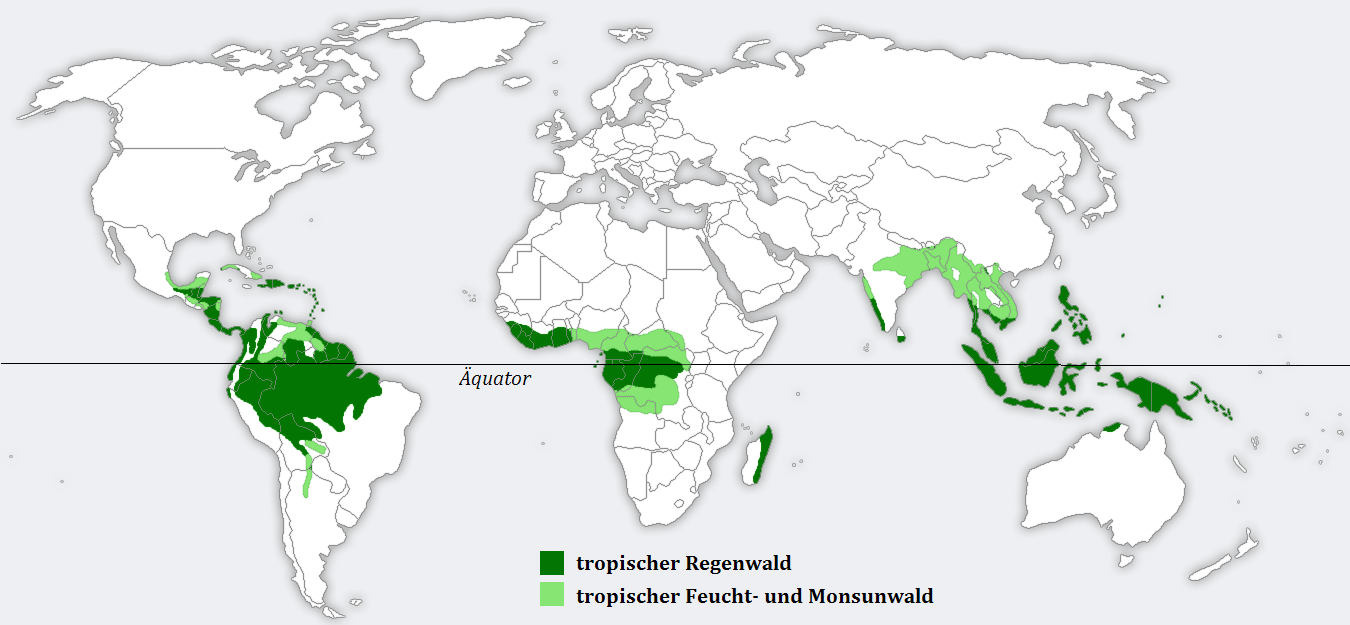
Nem egybefüggő trópusi eső- ill. monszunerdők legnagyobb kiterjedése.

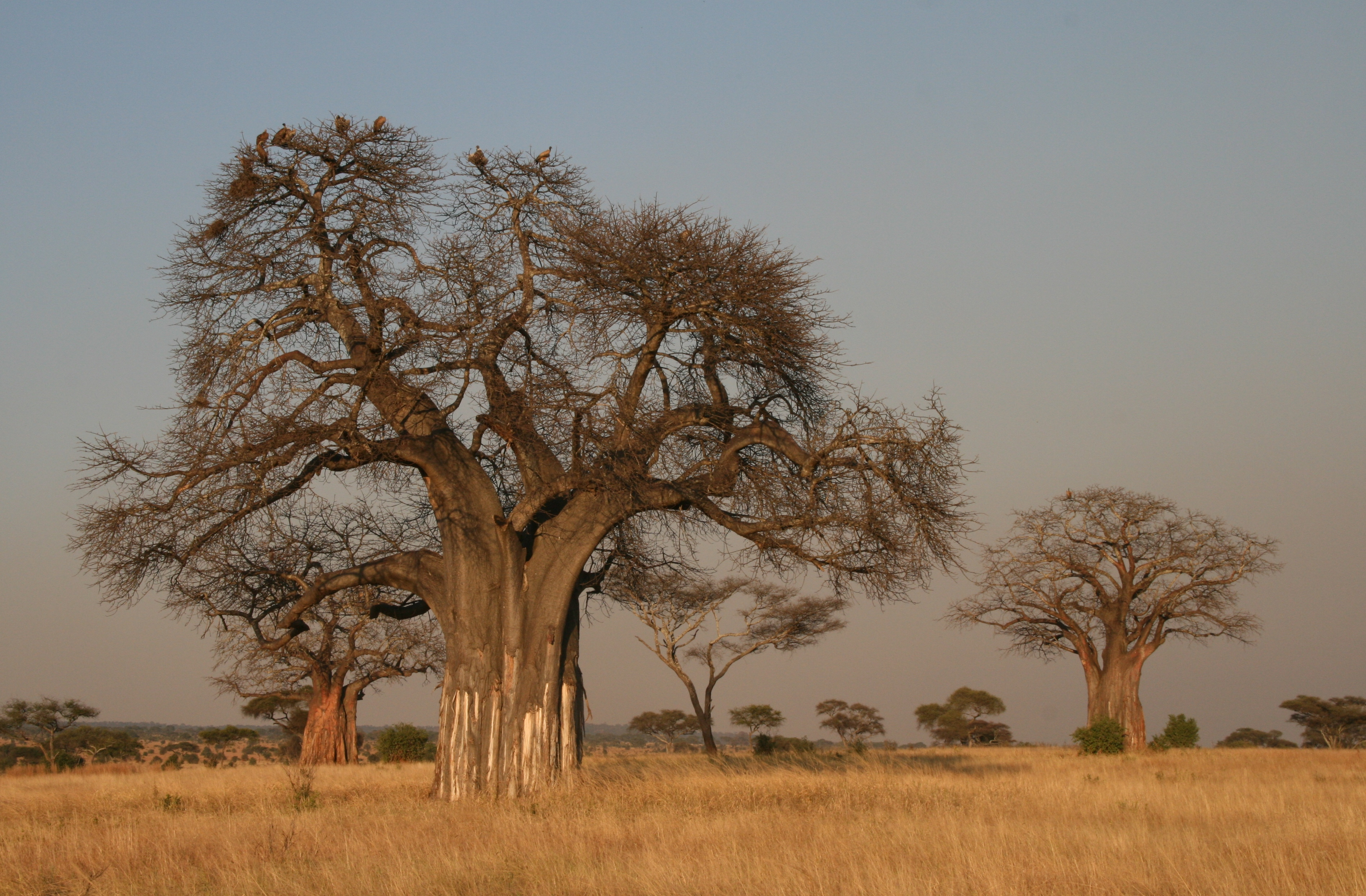
Afrika majomkenyérfái a száraz évszakban lehullajtják a lombleveleiket

A trópusi és szubtrópusi lombhullató erdők (Hiemilignosa) olyan trópusi – és csak ritkán szubtrópusi – területeken alakulnak ki, amelyeken a csapadék éves eloszlása egyenlőtlen. Nagy része a nedves évszakban hull le, a száraz évszakban szinte nincs is. A száraz, hűvösebb évszak (bár ez is meleg) a tél, a csapadékos és forró a nyár.

## Az évszakok hatása a növényekre
A két évszak következtében a növények életciklusa is kettős. A száraz, meleg télben egyáltalán nem hull csapadék, így a növények éltető víz nélkül maradnak: anyagcserét gyakorlatilag képtelenség folytatni. A fáknak minél kevesebb víz elpárologtatása a céljuk, éppen ezért lehullajtják leveleiket, hogy csökkentsék párologtatási felületüket. Mikor beköszönt az esős évszak, a nyár, újra lehetővé válik az anyagcsere, a fák újra kilombosodnak. A valóságban azonban nem a víz váltja ki a lombfakadást, hanem a téli és nyári évszak közti hőmérséklet-különbség. A téli napi átlaghőmérséklet 15–20 °C, míg az esős évszak beköszöntével 30–35 °C-ra emelkedik, mely kiváltja a fák rügybontását.

## Trópusi lombhullató erdők típusai

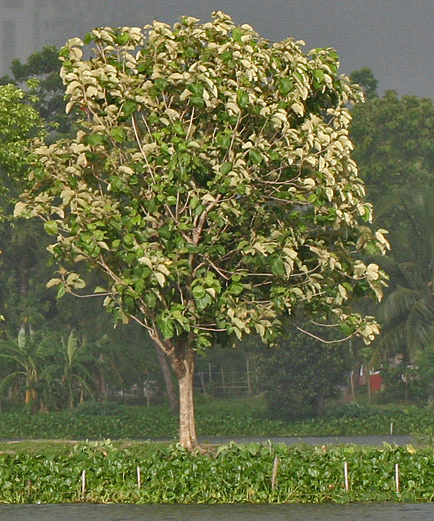
Lombját hullató tíkfa Indiában

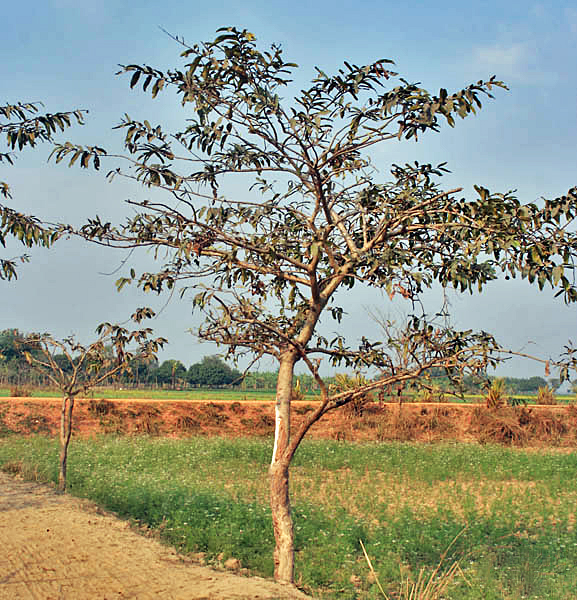
Terminalia-fafaj

Nincs éles határ a trópusi esőerdők zónája és a trópusi lombhullató erdők zónája között. Attól függően, hogy milyen hosszú a száraz évszak, eltérő felépítésű és fajgazdagságú fás társulások alakulnak ki.

### Időszakos trópusi esőerdő
A száraz évszak hossza itt 1–3 hónap. A fajgazdagság nem olyan nagy, mint az örökzöld trópusi esőerdőkben, általában a hármas lombkoronaszint sincs meg, a legmagasabb fák sem érik el a 40 m-t. A fák csak kis hányada dobja le a levelét, általában a legmagasabb fák, melyeknek legproblematikusabb a vízszállítása a gyökértől a magasan lévő lomblevelekig. Az alacsonyabb fák és cserjék nem hullajtják le a lombjukat. Ez a társulástípus még inkább a trópusi esőerdőkhöz tartozik, mert a sajátos esőerdei életformák – liánok, epifitonok stb. – még megvannak.

### Zárt lombhullató trópusi erdők (monszunerdők)
Ahol a száraz évszak hossza már 4–8 hónap, nem alakulnak ki esőerdők, hanem ún. monszunerdők. Jellemzőek Afrika nyugati és délkeleti tájain, Ázsiában pedig Hátsó-India, a nyugat-indiai szigetvilág és a Malájföld területén, valamint Északkelet-Ausztráliában, Kelet-Brazíliában és Közép-Amerikában (Antillák, szárazabb síkvidéki területek). A monszunerdők nevüket onnan kapták, hogy a száraz téli évszak után a monszunszelek által hozott csapadékos időszakban lombosodnak ki. A monszunerdők fajgazdagsága meg sem közelíti a trópusi esőerdőkét. Jellemzőjük az egy8séges) lombkorona-szint. Többnyire sok bennük a pozsgás növény. Kevesebb epifiton él itt, azok is nagyrészt szárazságtűrők (szakállbromália, pozsgás orchideák). Sok a lián, az aljnövényzetben sok a cserje és a fűféle. Az emberi beavatkozás (legeltetés, erdőégetés) hatására többfelé szavannaerdővé alakultak.
A monszunerdőknek is két típusát különböztetik meg:
- Félörökzöld monszunerdők: olyan területeken alakulnak ki, ahol a száraz évszak nem túl hosszú, kevesebb, mint fél év (4–6 hónap). Ezek az erdők még alacsonyabbak, mint a időszakos trópusi esőerdők, legfeljebb 25–30 m magasak. Az erdők lombkoronaszintje kettős, és a magasabb fák hullajtják le a lombjukat, míg az alacsonyabb fák és cserjék lombja fennmarad egész évben.
- Lombhullató monszunerdők: ezek a fás társulások olyan területeken alakulnak ki, ahol a száraz évszak már hosszabb, mint fél év (6–8 hónap). Itt már minden fás szárú növény elhullajtja a lombját.

Legszebb állományaik az indiai szubkontinensen, Hátsó-Indiában és a maláj szigetvilágban alakultak ki.
- Az indiai monszunerdők fő fafajai a teakfa (Tectona grandis), ébenfa- (Diospyros sp.) és a nyálkafafélék közé tartozó Terminalia-fajok.
- Az ausztráliai monszunerdőket eukaliptuszfák (Eucalyptus sp.) alkotják, ezért ezek örökzöld erdők, mert az eukaliptuszok nem hullajtják le leveleiket. Az eukaliptuszok leveleik mindig élükkel fordulnak a Nap felé, ezért ezek az erdők sok fényt engednek a talajszintre. Gazdag aljnövényzetükben sok a páfrány.
- Afrika monszunerdeire a pillangósvirágú Aflezia-fák és a fatermetű kutyatejfélék (Euforbiaceae) jellemzőek. Aljnövényzetükben sok fácánlevél faj (Sansevieria spp.) él.
- Dél- és Közép-Amerika trópusi lombhullató monszunerdeiben igen jellegzetesek a vízraktározó palacktörzsű fák (Cavanillesia, Chorisia).

## Szavannaerdők és tüskebozótosok

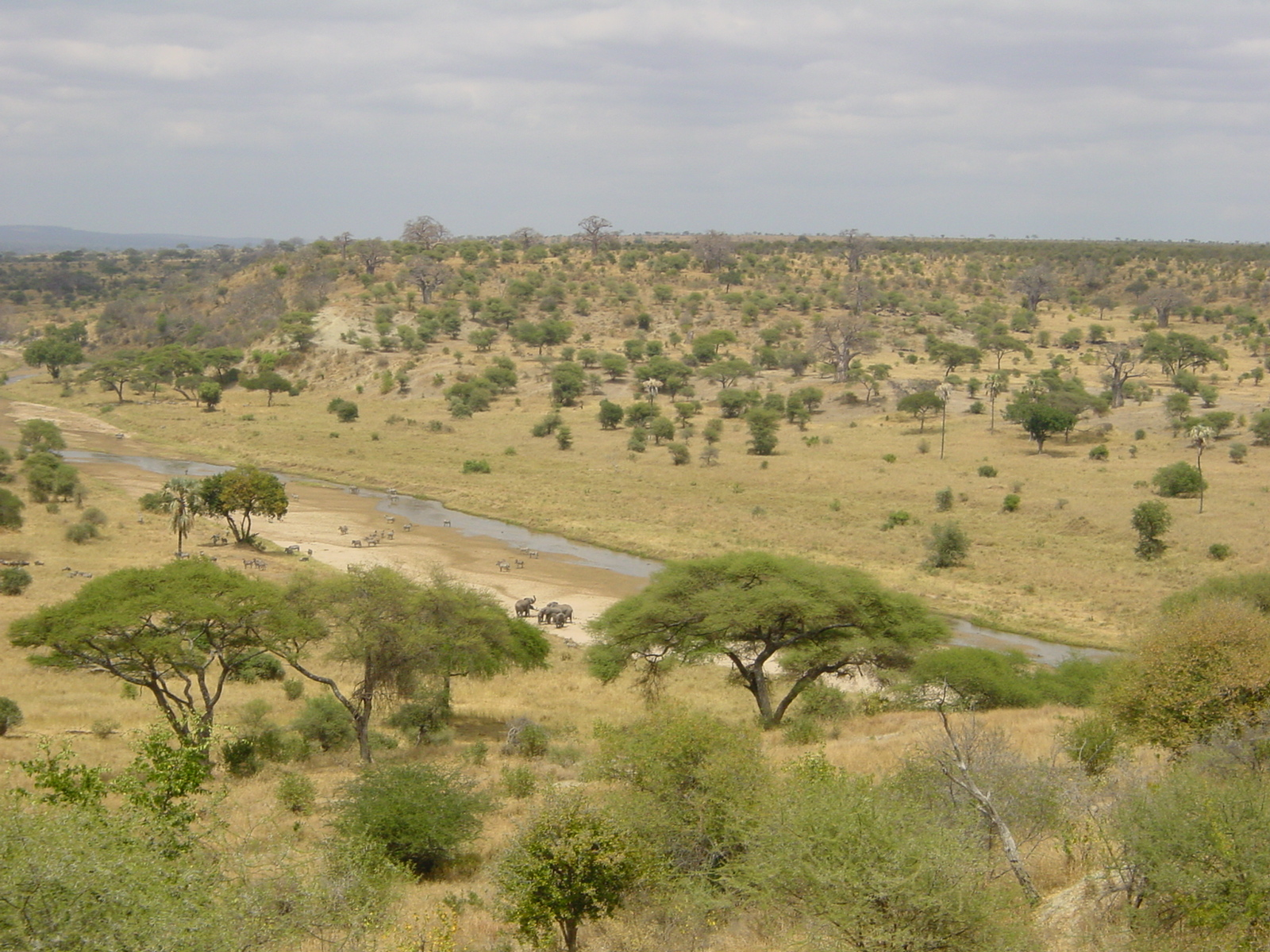
Kelet-Afrika erdős szavannája

Azokon a területeken, ahol már nagyon rövid a nyár (2–3 hónap, csapadék kevesebb évente, mint 1000 mm), nem alakul ki zárt erdőség, a fák csak kisebb-nagyobb csoportokban állnak, köztük nagy fátlan területek vannak. Szavannák alakulnak ki Afrikában, ahol széles sávként szegélyezik Nyugat-Afrika és a Kongó-medence erdőségeit, valamint Kelet-Afrikában helyettesítik is a trópusi esőerdőket. Emellett szavannák alakulnak ki Ázsiában (Elő- és Hátsó-India, Kelet-Jáva), Dél-Amerikában (Kelet-Brazília), Közép-Amerikában (Antillák esőárnyékos oldalának lábánál), Dél-Amerika északi területein (Orinoco vízgyűjtője) és Észak-Ausztráliában. A szavannaerdők aljnövényzete nagyon gazdag, főképp fűfajok alkotják (pl. Andropogon, Pennisetum), melyek az esős évszakban igen nagyra nőhetnek. A szavannaerdők jellegzetes fafajai Afrikában az akácia- (Acacia), Brachystegia-, Isoberlinia-, Julbernardia-, Albizia-fajok (ezek mind pillangósvirágú fák), valamint a majomkenyérfa (Adansonia), kolbászfa (Kigelia africana), vajfa (Butyospermum) és a balzsamfa (Commiphora). Afrikában élnék még a szavannaerdőkben pálmák (pl. legyezőpálmák – Borassus, dumpálmák – Hyphaene). Ausztrália jellegzetes szavannai fái az akáciák és eukaliptuszok, Indiában az akáciák és Dipterocarpaceae-fajok, Amerikában pálmák (Mauritia flexuosa, királypálmák – Roystonia, palacktörzsű pálmák – Gastrococcos, Colpothrinax).
A tüskebozót átmenet a sivatag és a szavanna között. Főleg kis, tövises fák és cserjék (pl. Boswellia, Commiphora, Acacia) nőnek benne, de élnek benne már pozsgás növények is (Afrikában Stapelia, Euphorbia, Sansevieria; Amerikában például kaktuszok).